# Koleje Strahov

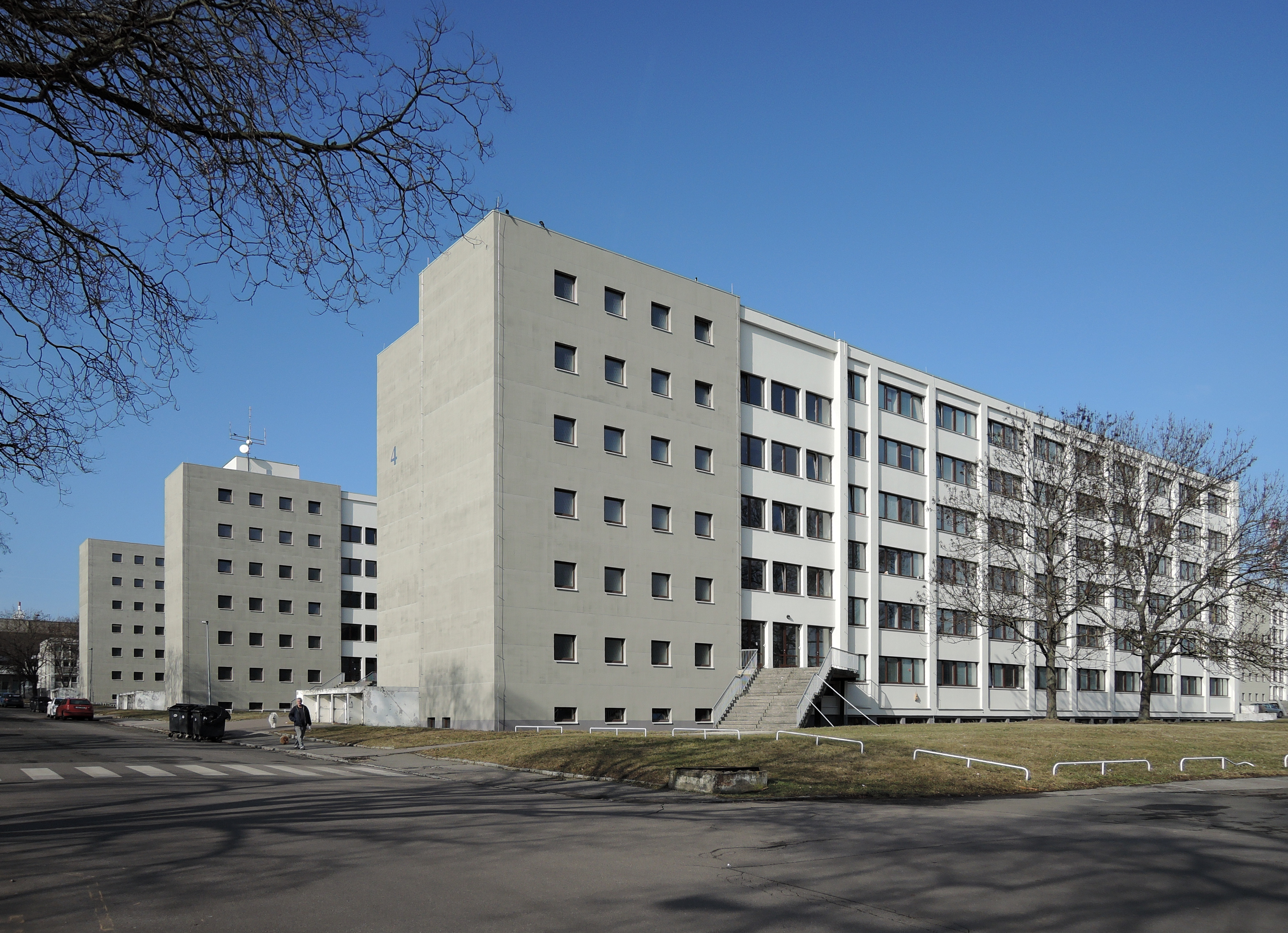
Rekonstruované bloky Strahovských kolejí

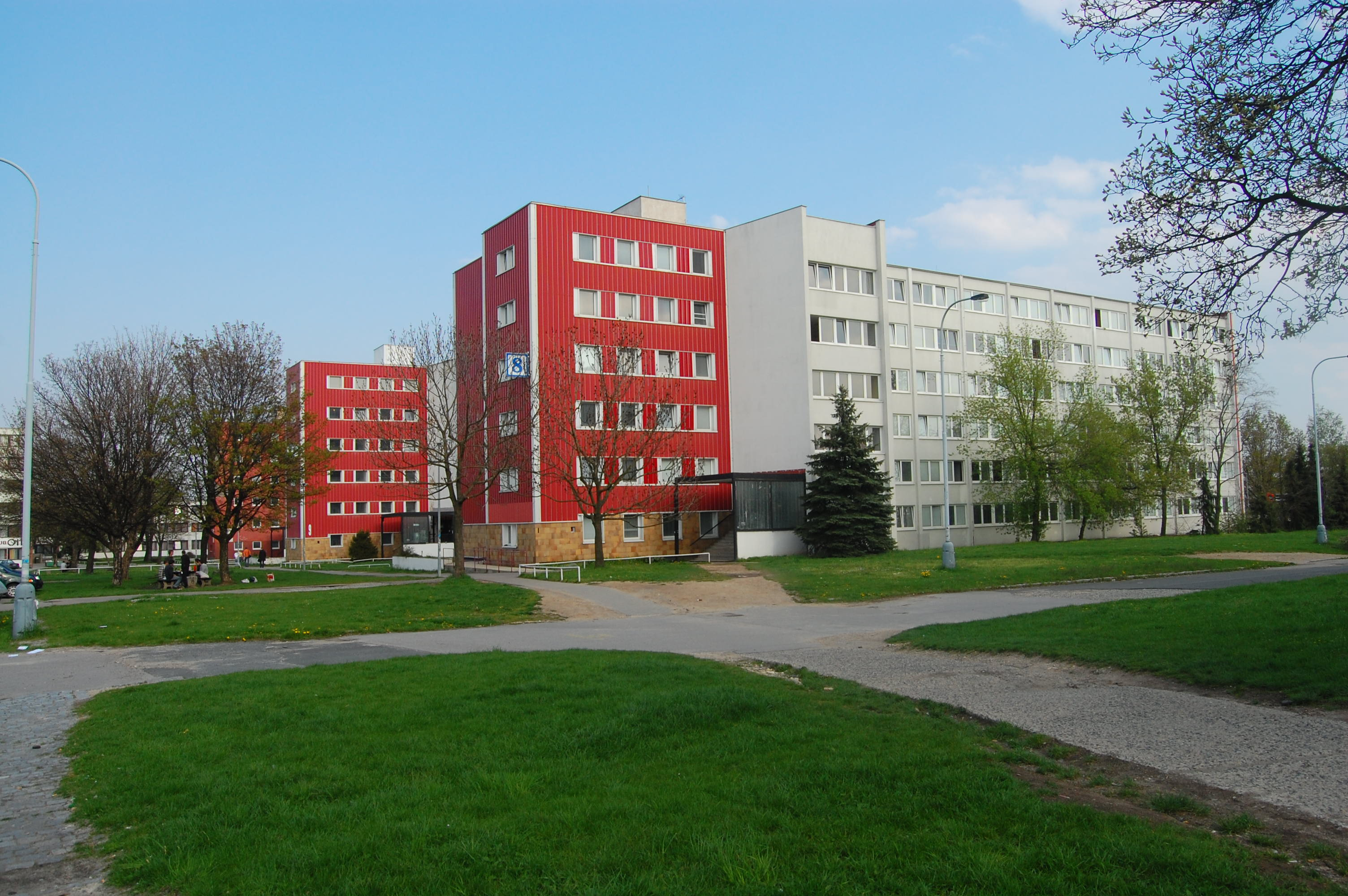
Budova 8 strahovských kolejí

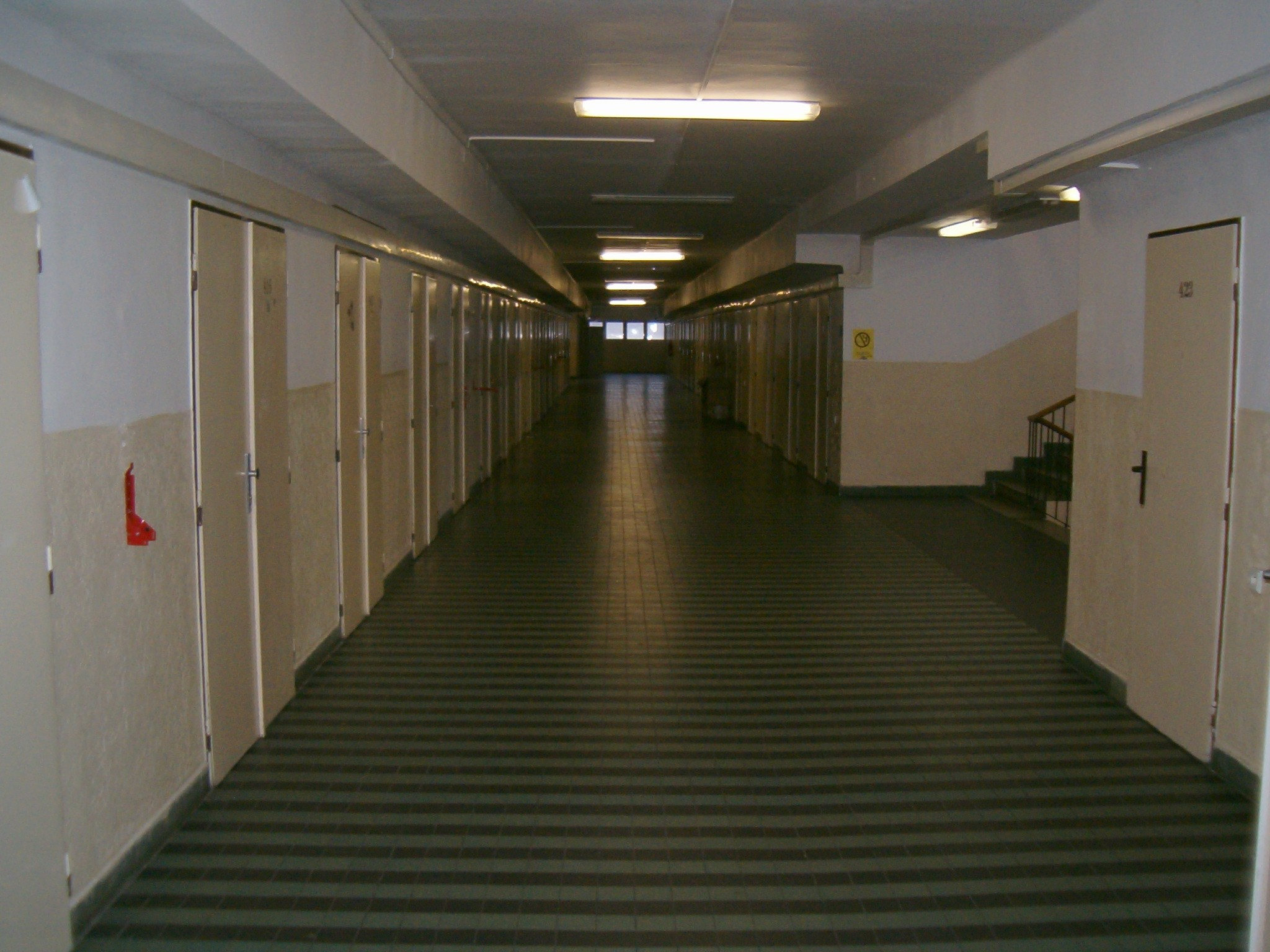
Chodba jedné z budov Strahovských kolejí

Koleje Strahov jsou studentské ubytovací zařízení v Praze poblíž velkého strahovského stadionu. Na kolejích působí studentský klub Silicon Hill.

## Historie
Koleje Strahov byly vybudovány v letech 1964 až 1965 na místě zbouraných sokolských šaten a nástupiště (mimo bloku 1, kde studenti nebydlí a který byl postaven v roce 1960). Architektem je Stanislav Franc, Luděk Hanf, Viktor Formáček, Jaroslav Kándl, Jan Nováček a J. Ezechiáš. Občas posloužily jako spartakiádní šatny či dočasné útočiště obětí povodní, ale hlavně v jejich útrobách každý rok, v některém z bloků 2 až 12 skončí několik tisíc (přesně prý 4722) studentů fakult ČVUT. Nejvíce pokojů je dvoulůžkových, ale jsou zde i pokoje s větší kapacitou, až pro deset lidí, které jsou zaplněny každoročně počátkem semestru a lidé z nich jsou pak postupně přemísťováni podle toho jak se uvolňuje kapacita menších pokojů. Studentské aktivity, počítačovou síť a samosprávu zajišťuje od roku 1998 klub Silicon Hill.
V rámci operačního programu životní prostředí byl zrealizován projekt spočívající v zateplení obvodových stěn, výměně okenních a dveřních výplní a zateplení střechy bloků 1, 2, 3, 4, 5, 6, 7, 9 a 10 kolejí na Strahově. Dané bylo samozřejmě spojeno s výraznou vizuální obnovou dotčených bloků. Tento projekt byl spolufinancován Evropskou unií – Fondem soudržnosti. Realizace proběhla v termínu od 14. 2. 2015 do 30. 9. 2015.

## Ubytování
V areálu kolejí se nachází dvoulůžkové pokoje se společným sociálním zařízením na každém podlaží nebo buňkový systém s dvoulůžkovými pokoji, který je zaveden pouze v rekonstruovaném bloku č. 8. Celková kapacita kolejí je 4722 lůžek. V areálu kolejí se nachází studentská menza, kluby, bary, restaurace, obchody, kolejní hřiště, kopírovací středisko, parkoviště.
V červenci 2012 tam byli ubytováni mimopražští účastníci XV. všesokolského sletu.

### Získání koleje
Nárok studentů ČVUT na ubytování na koleji se řídí bodovým systémem, který vytváří a sestavuje správa účelových zařízení ČVUT. Studenti body získávají podle kritérií, které se odvíjí jednak od vzdálenosti (respektive časové dostupnosti) bydliště studenta od Prahy a jednak od jeho studijních výsledků.

### Strahovský pokoj
Pro Strahovský pokoj jsou typické dvoukřídlé dveře. Místnost je obdélníkového tvaru, pouze v levém/pravém rohu místnosti narušuje tvar obdélníku vestavěná skříň. Pokoj je vybaven dvěma stoly, postelemi, židlemi, botníkem, zavěšenou skříňkou a vestavěnou skříní a jeho plocha je přibližně 11 m². Pokud je kapacita, lze získat i jednolůžkový pokoj.

## Dopravní spojení
Na koleje Strahov se dá dopravit autobusy č. 191, 176, 149 a 143 jedoucími až před objekt ze stanice metra A Dejvická, také ze stanice metra B Karlovo náměstí nebo Anděl.
Další možností je využití petřínské lanovky, která umožňuje spojení s Malou Stranou.

## Kontroverze

### Štěnice
Po několik let se koleje potýkají se značným výskytem nežádoucího hmyzu, který se ani do roku 2024 nepodařilo vyhubit. Zároveň se v přízemních patrech objevují plísně, kterým prospívá zastaralá konstrukce budov jednotlivých bloků. 

## Související
- Hnutí revoluční mládeže
- Spartakiáda
- Chceme světlo!